# Matelândia
Matelândia este un oraș în Paraná (PR), Brazilia.